# Ханна Нидал
Ханна Нидал (дат. Hannah Nydahl <ˈnyˌdaːˀl> Ханна Нюдаль, 17 апреля 1946, Копенгаген — 1 апреля 2007, Копенгаген) — учитель линии Карма Кагью тибетского буддизма, переводчик, жена Ламы Оле Нидала.
Во время своего медового месяца в Гималаях Ханна и её муж Оле Нидал встретили Шестнадцатого Гьялва Кармапу, духовного главу линии, и стали его первыми западными учениками. Они изучали буддизм и практиковали медитацию, и спустя некоторое время Кармапа попросил Ламу Оле и Ханну организовывать от его лица медитационные центры на Западе.
Ханна перевела множество книг, статей и текстов медитаций, переводила разных учителей линии Карма Кагью. Она поделила своё время между путешествиями с мужем по основанным ими многочисленным буддийским центрам Алмазного Пути и своей работой с учителями и центрами медитации на Востоке. Её работа включала перевод поучений лам в Международном институте Кармапы (KIBI) в Нью-Дели в Индии, и участие во многих буддийских проектах, связанных с переводами текстов.